# 니데르브롱레뱅

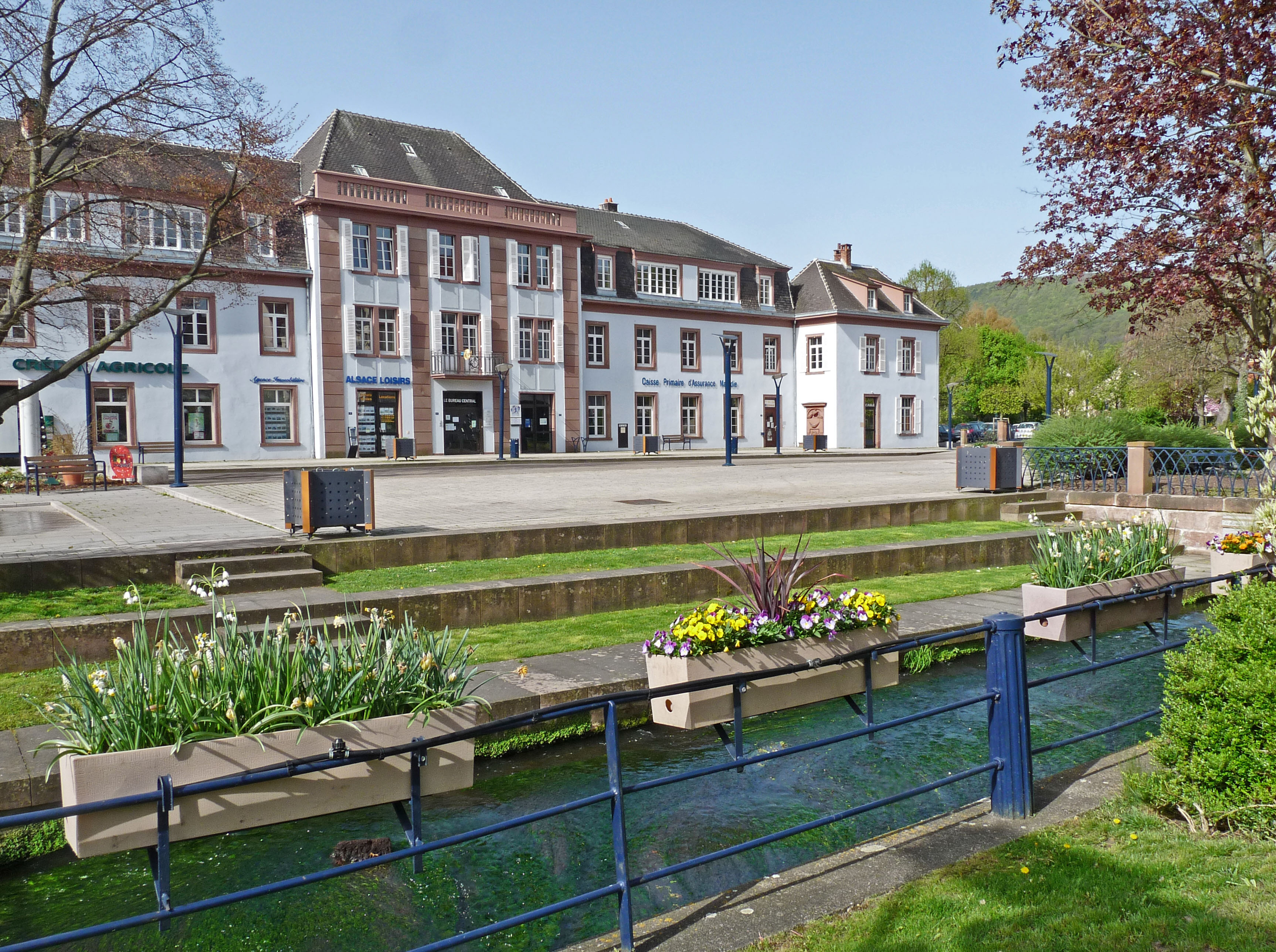
니데르브롱레뱅

니데르브롱레뱅(프랑스어: Niederbronn-les-Bains)은 프랑스 알자스 바랭주에 위치한 도시로 면적은 31.4km2, 인구는 4,484명(2006년 기준), 인구 밀도는 140명/km2이다.

시 문장